# 시디아
시디아(영어: Cydia)는 탈옥한 iOS 기기를 위한 전용 패키지 관리자 소프트웨어이다. 제이 프리맨이 개발하였다. 순정 상태의 iOS 기기에서는 설치가 불가능하고, 해커들이 개발한 탈옥 도구를 이용하여 기기에 설치할 수 있다. 소스와 앱 등을 이용하여 사용자가 원하는 대로 아이폰을 바꿀 수 있다. 탈옥 용 앱 중 가장 유명한 앱이다. 시디아와 비슷한 프로그램으로는 Rock, Icy 등이 있다.
이름의 유래는 코들링 나방(Codling Moth)의 학명인 'Cydia pomonella'에서 따온 것으로 알려졌는데, 이는 이 나방의 애벌레가 사과를 갉아먹는 것으로 유명해서 지은 것으로 알려졌다.

## 목적과 기능
시디아는 어드밴스트 패키징 툴(APT)을 이용해 탈옥한 아이폰 유저들에게 앱스토어에서 지원하지 않는 앱을 다운받기 위한 그래프 인터페이스를 제공한다. 시디아는 APT를 기반으로 하고 있으며, 이는 프리먼의 Telesphoreo 프로젝트의 일환이다.
소프트웨어 패키지들은 IOS 기기로 직접 전송되어 애플의 기존 앱들과 함께 저장된다. 탈옥한 기기로도 기존의 앱스토어에서 정품 앱들을 구매하는 것이 가능하다.
또한, 시디아는 탈옥하는 도중에도 설치할 수 있다. 몇몇 탈옥 프로그램들은 (각각의 iOS 버전마다 다르지만) 탈옥하는 과정에서 자동으로 시디아를 설치하기도 한다.

## 역사
프리먼은 iOS 버전 1.1.에 대한 시디아를 2008년 2월에 Installer.app에 오픈 소스로 출시했다.
2009년 잡지 Wired에 따르면, 프리드먼이 400만, 또는 10퍼센트의 아이폰이 시디아를 설치했다고 발표했다고 한다.
2010년 9월, SaurikIT, LLC,가 Rock Your Phone, Inc.를 인수했다고 밝혔다(Rock.app의 제작자). SaurikIT 과 Rock Your Phone는 사용자 애플리케이션 제작자의 양대산맥이었다.
2010년 12월 15일, SaurikIT는 세계 지식 재산권 기구에서 홍콩의 Cykon Technology Limited of Kowloon과 "Cydia.com"의 도메인 이름을 놓고 분쟁을 벌였다 (사장 Cykon이 먼저 2002년에 등록했다고 한다). SaurikIT 은 Cykon이 일부러 SaurikIT의 트레이드마크를 포함한 도메인을 사들였다고 주장했다. SaurikIT은 처음에 도메인을 사들이려고 했으나, 나중에는 WIPO를 끌어들여 Cykon이 강제로 도메인을 매각하게 하려고 했다. 이 제안은 WIPO에 의해 기각되었다.
프리드먼에 따르면 2011년 4월을 기준으로, 시디아는 연간 1000만달러 이상의 수익을 올리고 450만명 이상의 주간 사용자를 가지고 있으며, 25만달러 이상의 연간 순수익을 올린다고 한다.
2011년 4월 18일, SaurikIT는 홍콩에 있는 같은 Cydia.com 도메인의 소유자와 재판을 벌였다.
2013년 5월 14일, 시디아의 안드로이드 버전이 출시되었다.
2013년 12월 24일 크리스마스 이브, iOS 7.1.을 위한 시디아가 출시되었다.
2014년 6월 12일, 베트남어 지원과 기타 기능을 추가한 시디아 버전 1.1.10이 출시되었다. 그날 오후, 버그를 수정한 시디아 버전 1.1.11이 출시되었다. 다음날인 6월 13일, 더 많은 버그를 수정한 시디아 버전 1.1.12가 출시되었다.

## 같이 보기
- iOS 탈옥